# تاريخ المستقبل (هاينلاين)
تاريخ المستقبل هي سلسلة قصص خيال علمي للكاتب الأمريكي روبرت أ. هاينلاين (1907-1988). تصف هذه السلسلة مستقبلًا مُتوقعًا للبشرية من منتصف القرن العشرين وحتى أوائل القرن الثالث والعشرين. صاغ جون دبليو كامبل الابن مصطلح "التاريخ المستقبلي" في عدد فبراير 1941 من مجلة "الخيال العلمي المذهل". نشر كامبل مسودة أولية لرسم هاينلاين للسلسلة في عدد مايو 1941.
كتب هاينلاين معظم قصص "تاريخ المستقبل" في بداية مسيرته المهنية، بين عامي 1939 و1941، وبين عامي 1945 و1950. وجُمعت معظم قصص "تاريخ المستقبل" في كتاب بعنوان "الماضي عبر الغد" (1967)، والذي يتضمن أيضًا النسخة النهائية من المخطط. ولا تتضمن هذه المجموعة روايتي "الكون" و"الحس السليم" الصادرتين عام 1941؛ بل نُشرتا معًا في كتاب بعنوان "أيتام السماء" عام 1963.
وصف غروف كونكلين "تاريخ المستقبل" بأنه "أعظم تواريخ الغد على الإطلاق". رُشِّحت لجائزة هوغو لأفضل سلسلة على مر العصور عام 1966، إلى جانب سلسلة "بارسوم" لإدغار رايس بوروز، وسلسلة "لينسمان" لإي. إي. سميث، وسلسلة "الأساس" لإسحق عظيموف، وسلسلة "سيد الخواتم" لجيه. آر. آر. تولكين، لكنها خسرت أمام سلسلة "الأساس" لعظيموف.

## التعريف
يُعرّف كتاب "الماضي عبر الغد" في معظمه مجموعةً أساسيةً من القصص التي تندرج بوضوح ضمن سلسلة "تاريخ المستقبل". ومع ذلك، يتفق باحثو هاينلاين عمومًا على أن بعض القصص غير المُدرجة في المختارات تنتمي إلى سلسلة "تاريخ المستقبل"، وأن بعض القصص المُدرجة فيها لا ترتبط بها ارتباطًا وثيقًا.
يضيف جيمس جيفورد قصة "وقت كافٍ للحب"، التي نُشرت بعد "الماضي عبر الغد"، وكذلك قصة "ليكن نور"، التي لم تُضمّن في "الماضي عبر الغد"، ربما لأن محرر المجموعة لم يحبها أو لأن هاينلاين نفسه اعتبرها أقل شأنًا. ومع ذلك، فهو يعتبر قصة "وقت كافٍ للحب" حالةً هامشية. ويرى أن قصص "رقم الوحش"، و"القط الذي يخترق الجدران"، و"الإبحار وراء غروب الشمس" مرتبطة ارتباطًا ضعيفًا جدًا بسلسلة "تاريخ المستقبل" بحيث لا يمكن تضمينها.
أدرج بيل باترسون قصة "الإبحار وراء غروب الشمس"، مستندًا إلى نظرية مفادها أن التناقضات بينها وبين بقية أحداث التاريخ المستقبلي تُفسَّر بنسبتها إلى نفس "مجموعة الخطوط الزمنية المترابطة" في الكون المتعدد "العالم كأسطورة". ومع ذلك، يُدرج عددًا من القصص التي يعتقد أنها لم تكن مُخصصة أبدًا لتكون جزءًا من التاريخ المستقبلي، على الرغم من إدراجها في "الماضي عبر الغد": "خط الحياة" (التي كُتبت قبل أن ينشر هاينلاين مخطط التاريخ المستقبلي؛ إلا أن لازاروس لونغ يُشير إلى بطل "خط الحياة" وأسلوبه في "وقت كافٍ للحب")، و"التهديد من الأرض"، و"نحن أيضًا نسير الكلاب"، والقصص التي نُشرت أصلًا في صحيفة "ساترداي إيفنينغ بوست" ("فارس الفضاء"، و"من الرائع العودة!"، و"تلال الأرض الخضراء"، و"حفر القمر السوداء"). ويتفق مع جيفورد على ضرورة إدراج قصة "ليكن نور". أُدرجت قصة "وبنى بيتًا أعوجًا" فقط في مخطط ما قبل الحرب، ولم تُدرج منذ ذلك الحين.
لا تلتزم روايات هاينلاين الشبابية ارتباطًا وثيقًا بمخطط تاريخ المستقبل. يقول جيفورد: "على الرغم من أن روايات الشباب الاثنتي عشرة لا تتعارض تمامًا مع تاريخ المستقبل، إلا أنها لا تُشكل تطابقًا تامًا مع تلك السلسلة للقراء البالغين. نادرًا ما يُعترف بأنها تُمثل "تاريخًا مستقبليًا" متسقًا بحد ذاته... قصة رئيسية واحدة على الأقل مُحددة في مخطط تاريخ المستقبل، وهي دوران كوكب الزهرة، انتهى بها الأمر إلى أن تُروى في إطار روايات الشباب تحت عنوان "بين الكواكب". رواية "النجم المتغير"، التي كتبها سبيدر روبنسون بناءً على مخطط هاينلاين المُفصل، تتضمن بعض عناصر كل من تاريخ المستقبل (مثل الإشارات إلى نحميا سكودر) وعالم روايات هاينلاين الشبابية (على سبيل المثال، سفن الشعلة والتواصل التخاطري الأسرع من الضوء بين التوائم). ترتبط القصة القصيرة للبالغين "المراقبة الطويلة"، المدرجة ضمن مجموعات قصص "تاريخ المستقبل"، بـ"سبيس كاديت" من خلال شخصية (جون) عزرا دالكويست، الشخصية المحورية في القصة الأولى، والمُخلّدة في القصة الثانية.
يستشهد باترسون بـ"العالم كأسطورة" كوسيلة لتفسير انحراف التاريخ الحقيقي عن مستقبل هاينلاين المُتخيّل، بالإضافة إلى التناقضات بين القصص، فيكتب: "أعاد هاينلاين في كتب "العالم كأسطورة" تعريف تاريخ المستقبل كخط زمني (أو مجموعة من الخطوط الزمنية ذات الصلة)... مما يجعل مصطلح "تاريخ المستقبل" مصطلحًا حادًا، ومع ذلك يحتوي على تناقضات (إن أي تناقض ينتمي إلى خط زمني وثيق الصلة)".